# Anopheles macmahoni
Anopheles macmahoni este o specie de țânțari din genul Anopheles, descrisă de Evans în anul 1936. Conform Catalogue of Life specia Anopheles macmahoni nu are subspecii cunoscute.